# 森田かずよ
森田 かずよ（もりた かずよ、1977年8月14日 - ）は、日本の女優・ダンサー。大阪府大阪市生まれ。
Performance For All People.CONVEY主宰。
先天性脊椎側彎症、二分脊椎症などの障害を持って生まれる。大学在学時より、大阪を拠点に演劇活動を開始。
義足の女優 として活動。
後にコンテンポラリーダンサーとしての活動を始める。
2020年東京パラリンピックの開会式にソロダンサーとして出演。

## テレビ
- NHK教育 「きらっといきる（第89回放送）〜私の身体で演じたい〜」（2001年）
- 日本テレビ 「24時間テレビ26〜私を一番愛する人〜」　（2003年）
- NHK Eテレ 「バリバラ〜障害者情報バラエティー〜　テーマ恋愛」（2012年）
- テレビ東京「生きるを伝える」（2014年）
- NHK Eテレ 「バリバラ〜障害者情報バラエティー〜　シリーズ出生前検査」（2014年）
- NHK Eテレ「バリバラ〜障害者情報バラエティー〜　バリバラ特集ドラマ『悪夢』」（2014年）
- NHK 金曜イチからスペシャル「カルxパラ」（2017年）
- NHK Eテレ「バリバラ〜障害者情報バラエティー　桜を見る会」（2020年）
- NHK Eテレ「バリバラ〜障害者情報バラエティー　10年目SP」（2021年）
- NHK Eテレ「バリバラ〜障害者情報バラエティー　見た目の常識をアップデート」（2021年）
- NHK／IPC 国際共同制作「映像記録　東京2020パラリンピック」（2022年）
- NHK Eテレ「ハートネットＴＶ森田かずよ 世界に一つだけ、私の身体」（2022年）

## ドラマ
- サンテレビ「惑星スミスでネイキッドランチを」（2021年）
- NHK総合・NHK BSプレミアム4K「パーセント」（2024年） - 北見裕子 役[2]

## 映画
- 「大野リバーサイドパーク」（2011年、尾崎香仁監督）
- 「キッチンドライブ」（2014年、西尾孔志監督）
- 「東京2020 NIPPONフェスティバル MAZEKOZEアイランドツアー」（2021年）
- 「芸人殺人日誌」（2022年、島田角栄監督）
- 「まぜこぜ一座殺人事件」（2024年公開予定、齊藤雄基監督）[3]

## 舞台
- 第7回OMSプロデュース公演「深流波〜シンリュウハ〜」（2002年）
- 循環プロジェクト「≒2（にあいこーるのじじょう）」 （2008年）
- 奈良障害者芸術祭HAPPY SPOT 奈良 「鹿の劇場 〜からだの発見〜 」　ソロダンス「アルクアシタ」（2012年）
- オリゴ党第31回公演「ブキミの谷」（2012年）
- ニットキャップシアター第33回公演「少年王マヨワ」（2013年）
- 万博設計04「幽霊’」 （2014年）
- ヨコハマ・パラトリエンナーレ（2014年）
- ファウストの恋人（2015年）
- 庭劇団ペニノ「タニノとドワーフ達によるカントールに捧げるオマージュ」（2015年）
- 国民文化祭・障害者文化芸術祭なら2017開会式(2017年)
- ヨコハマ・パラトリエンナーレ（2017年）
- Get in touch 月夜のからくりハウス 平成MAZEKOZE一座（2017年）
- アジア太平洋障害者芸術祭「TRUE COLOURS FESTIVAL」（2018年）[4]
- トラストダンスシアター「 Looks;」（韓国・2019年）
- 日本博 DANCE DRAMA「Breakthrough Journey」（2021年）
- 東京2020パラリンピック開会式（2021年）

## 美術
- 井桁裕子《片脚で立つ森田かずよの肖像》（2015年）

## 受賞歴
- 第11回北九州＆アジア全国洋舞コンクール　バリアフリー部門　チャレンジャー賞（2011年）
- DANCE COMPLEX vol.11　大阪芸術創造館 館長賞（2015年）
- PERSOL Work-Style AWARD 2020 ダイバーシティ部門（2020年）[5]

## 書籍・雑誌
- 2015年10月『TH（トーキングヘッズ叢書） No.64 ヒトガタ／オブジェの修辞学』（書苑新社）「井桁裕子新作展―片脚で立つ森田かずよの肖像」
- 2015年11月『芸術新潮』（新潮社）review「井桁裕子×森田かずよ」